# Dick Tracy (bande originale)
Pour les articles homonymes, voir Dick Tracy (homonymie).
Dick Tracy, composé par Danny Elfman, est la bande originale, distribué par Sire Records, du thriller américain réalisé par Warren Beatty, Dick Tracy, sorti en 1990. Cette B.O est composée de deux CDs : Dick Tracy et Dick Tracy - Original Score.

## Dick Tracy
| 1.    | Ridin' The Rails                                          | k.d. lang and Take 6       | 2:17 |
| 2.    | Pep, Vim And Verve                                        | Jeff Vincent et Andy Paley | 3:21 |
| 3.    | It Was The Whiskey Talkin' (Not Me)                       | Jerry Lee Lewis            | 3:39 |
| 4.    | You're In The Doghouse Now                                | Brenda Lee                 | 1:58 |
| 5.    | Some Lucky Day                                            | Andy Paley                 | 2:33 |
| 6.    | Blue Nights                                               | Tommy Page                 | 2:44 |
| 7.    | Wicked Woman, Foolish Man                                 | August Darnell             | 2:12 |
| 8.    | The Confidence Man                                        | Patti Austin               | 2:23 |
| 9.    | Looking Glass Sea                                         | Erasure                    | 2:45 |
| 10.   | Dick Tracy                                                | Ice-T                      | 2:37 |
| 11.   | Slow Rollin' Mama                                         | LaVern Baker               | 2:24 |
| 12.   | Rompin' & Stompin'                                        | Al Jarreau                 | 2:05 |
| 13.   | Mr. Fix-It (1930's Version)                               | Darlene Love               | 2:50 |
| 14.   | Mr. Fix-It                                                | Darlene Love               | 3:15 |
| 15.   | It Was The Whiskey Talkin' (Not Me) (Rock & Roll Version) | Jerry Lee Lewis            | 2:55 |
| 16.   | Dick Tracy (90's Mix)                                     | Ice-T                      | 5:31 |
| 46:09 |                                                           |                            |      |

## Dick Tracy-Original Score
Albums de Danny Elfman
Cabal
(1990) Darkman
(1990)
Toute la musique est composée par Danny Elfman.
| 1.    | Main Titles           | 3:36 |
| 2.    | After The "Kid"       | 1:45 |
| 3.    | Crime Spree           | 1:54 |
| 4.    | Breathless' Theme     | 2:13 |
| 5.    | Big Boy / Bad Boys    | 2:10 |
| 6.    | Tess' Theme           | 1:09 |
| 7.    | Slimy D.A.            | 1:41 |
| 8.    | Breathless Comes On   | 2:54 |
| 9.    | Meet The Blank        | 1:43 |
| 10.   | The Story Unfolds     | 1:59 |
| 11.   | Blank Gets The Goods  | 2:25 |
| 12.   | Rooftops              | 2:01 |
| 13.   | Tess' Theme - Reprise | 1:17 |
| 14.   | The Chase             | 2:57 |
| 15.   | Showdown / Reunited   | 4:07 |
| 16.   | Finale                | 1:00 |
| 46:09 |                       |      |

## Musiques additionnelles
- On entend aussi durant le film, les morceaux suivants[1], qui ne sont, ni repris sur cet album, ni sur les albums Dick Tracy et I'm Breathless de Madonna. Il s'agit de :
  - Live Alone And Like It
    - Écrit par Stephen Sondheim
    - Interprété par Mel Tormé

  - Die Schlumpf (Opéra Sequence)
    - Composé et dirigé par Thomas Pasatieri
    - Interprété par "Marvelee Cariaga and Michael Gallup"